# Bradinopyga
Bradinopyga es un género de libélulas de la familia Libellulidae. Incluye las siguientes especies:
- Bradinopyga cornuta Ris, 1911
- Bradinopyga geminata (Rambur, 1842)
- Bradinopyga saintjohanni Baijal & Agarwal, 1956
- Bradinopyga strachani (Kirby, 1900)